# Clinique de l'Espérance
La Clinique de l'Espérance est un ancien hôpital situé à Montegnée, dans la province de Liège. Il prend la forme d'un hôpital en 1909 grâce à l'ajout d'une salle d'hospitalisation de 12 lits à un dispensaire initialement créé en 1907 par trois sociétés de charbonnage de l'agglomération liégeoise (charbonnages de Patience et Beaujonc réunis,  charbonnages de l'Espérance et Bonne-Fortune et charbonnages de Bonne Espérance, Bonne-Fin et Bâneux),. Le bâtiment actuel de la clinique date de 1954. 
En 1991, la clinique de l'Espérance qui était jusqu'alors gérée par une asbl médicale fusionne avec la clinique Saint-Joseph (Liège). En 2001, à la suite de fusions ultérieures avec d'autres hôpitaux, le Centre Hospitalier Chrétien (CHC) est créé. Il regroupe 6 cliniques : clinique Saint-Joseph (Liège), de l’Espérance (Montegnée), Saint-Vincent (Roccourt), Notre-Dame (Waremme), Notre-Dame (Hermalle-sous-Argenteau) et Saint-Elisabeth (Heusy). En 2006, la décision de rassembler les trois sites liégeois du CHC est prise. En 2014, le chantier du nouvel hôpital débute sur le site des anciens charbonnages de Patience et Beaujonc, à une courte distance de la clinique de l'Espérance. Le 23 mars 2020, la Clinique de l'Espérance ferme définitivement ses portes. Son activité, ainsi que celles des cliniques Saint-Joseph à Liège et Saint-Vincent à Rocourt, ont été transférées à la Clinique CHC MontLégia.
La clinique de l'Espérance était la clinique de référence pour la pédiatrie mais aussi pour son centre de revalidation locomotrice et neurologique et ses structures spécialisées (Alzheimer, démence, maladies métaboliques rares...).

## Historique
À l'origine, la Clinique de l'Espérance était un dispensaire destiné aux mineurs des charbonnages environnants et des chemins de fer, afin qu’ils reprennent le plus rapidement possible le travail. Pour répondre à la demande de la population locale, le dispensaire se transforme progressivement en un hôpital général.
De sa vocation première, la Clinique de l'Espérance a gardé (jusqu'à sa fermeture) trois axes principaux d'activité :
1. Les urgences : à l'époque, les accidents de mines sont fréquents. Les nombreux éboulements provoquent des traumatismes graves comme des fractures et des écrasements, nécessitant des soins lourds[8]. Dès 1918, le dispensaire organise le transport des blessés graves des charbonnages de l’Espérance et Saint-Nicolas[3].
2. La traumatologie et la revalidation-rééducation : le dispensaire étant la propriété de la mine, il avait pour priorité de remettre au plus vite les mineurs sur pieds pour qu'ils puissent retourner travailler. Un des premiers services de revalidation en Belgique y voit le jour dans les années 50[8].
3. La pédiatrie : le quartier de la clinique connaît une forte densité de population et s’ouvre progressivement aux familles des mineurs qui y vivent en majorité[3]. Sous l’impulsion des pédiatres Hadelin Hainaut et Jean-Pierre Paquot, la clinique se spécialise dans les soins pédiatriques : adaptation des spécialités médicales aux enfants, environnement ludique (les couleurs remplacent le blanc, les salles de jeux font leur apparition), humanisation des soins (les mères, notamment italiennes, tiennent à rester auprès de leurs enfants hospitalisés, les enfants circulent en vélo dans les couloirs...)[9],[10]. « D’une certaine manière, on n’a pas pu faire autrement, on a dû composer avec ces mamans, qui n’entendaient pas qu’on leur dicte des heures de visites » (témoignage du Dr Hadelin Hainaut[3]). Le constat s'impose : « Dans un environnement qui respecte leurs habitudes de vie, l’état des enfants s’améliore plus rapidement »[3],[11].

1897-1907, la région liégeoise connaît une longue phase d’essor industriel. Les accidents de mine sont nombreux.
1907 : les sociétés de charbonnage de Patience et Beaujonc, d’Espérance et Bonne-Fortune et Bonne-Fin et Bâneux créent le dispensaire de l’Espérance pour y soigner les blessés du charbonnage et des chemins de fer.
1910 : une station de sauvetage indépendante du dispensaire est mise en place. L’équipe est composée de mineurs spécialisés dans le sauvetage des blessés de mines et parfois de médecins et infirmiers du dispensaire.
1913 : la mécanothérapie fait son apparition. Elle joue un rôle très important en matière de rééducation fonctionnelle chez les traumatisés de la mine.
1914-1918 : les chirurgiens sont mobilisés par la guerre, il y a pénurie de médecins.
Dès 1938 : le dispensaire s’ouvre à tous, y compris aux enfants.
De 1938 à 1948 : début de la kinésithérapie.
1940-1945 : pendant la Seconde Guerre mondiale, le dispensaire connaît une forte augmentation d’activité. Quelques dates resteront dans les mémoires :
- les 10, 11 et 12 mai 1940 à la suite des bombardements de la région lors de l'offensive allemande
- décembre 1944 et janvier 1945[12]

"Les sauveteurs de mines se transforment en sauveteurs de guerre : ils creusent des galeries en dessous des décombres afin d’en retirer les survivants et les morts".
1948 : création d’un service de physiothérapie. Il devient en 1957 le plus important du pays avec sa grande salle de rééducation, sa piscine et ses box.
1951 : le service de radiologie (présent depuis 1913 mais de manière très rudimentaire) se développe.
1957 : c'est la fin de l’appellation « dispensaire ». La clinique de l’Espérance est inaugurée pour s’adapter à l’extension des activités du dispensaire. Elle compte 131 lits. C'est aussi l'ouverture de la maternité et de la pédiatrie.
1958 : les consultations de polyclinique se développent (gastroentérologie, otorhinolaryngologie, médecine interne, urologie, ophtalmologie…).
1960-1965 : prémisses de l'humanisation de l'hôpital. "Les mères (essentiellement italiennes) restent avec leurs enfants en dehors des heures de visite, les enfants roulent en tricycle dans les couloirs… Sous des airs de désorganisation, un constat s’impose : dans un environnement qui respecte leurs habitudes de vie, l’état des enfants s’améliore plus rapidement. On admet donc ces nouvelles façons de faire qui bousculent les habitudes scientifiques d’alors".
1961-1962 : c'est le début de la chirurgie pédiatrique. L’Espérance a le premier service de chirurgie exclusivement pédiatrique en Belgique, avant l’hôpital de Bavière.
1969 : une salle de jeux réservée aux enfants ouvre au sein de la clinique.
1970 : démolition du dispensaire de l’Espérance et construction à son emplacement d'une polyclinique enfants et adultes (1971-1972).
1974 : le service des urgences se dédouble. On trouve d'un côté les urgences adultes et de l'autre les urgences enfants (premier service des urgences exclusivement pédiatrique en Belgique),.
1975 : création d’une unité de soins intensifs enfants.
1976-1977 : à la suite de la liquidation des charbonnages, les médecins se constituent en ASBL et reprennent la gestion de la clinique.
1985 : collaboration entre la clinique de l’Espérance et la clinique Saint-Vincent, assurant le transfert des prématurés vers Rocourt.
1986 : une classe d’école primaire vient s'ajouter à la salle de jeux (« L’école en couleurs ») avec un double but : fournir une occupation aux enfants et éviter le décrochage scolaire,.
1991 : la clinique de l’Espérance fusionne avec la clinique Saint-Joseph pour devenir le Centre hospitalier Saint-Joseph – Espérance,.
1993 : le Centre hospitalier Saint-Joseph – Espérance fusionne avec la clinique Notre-Dame Waremme (aujourd'hui Clinique CHC Waremme) pour devenir le Centre hospitalier Saint-Joseph – Espérance – Notre-Dame.
1994 : l’hôpital de jour pédiatrique médical ouvre. Il permet de soigner les jeunes patients ne nécessitant qu’une hospitalisation de quelques heures.
1996 : la clinique Notre-Dame Hermalle rejoint les 3 cliniques Saint-Joseph, Espérance et Notre-Dame Waremme pour donner naissance à l’entité « Les Cliniques Saint-Joseph »,. La même année, la maternité de l'Espérance est transférée à Saint-Joseph.
1997 : ouverture d'un centre de la douleur chronique.
1998 : création du Centre Pinocchio, qui prend en charge les patients atteints de maladies métaboliques rares.
2001 : création du CHC regroupant 6 cliniques (clinique de l’Espérance, Saint-Joseph, Saint-Vincent, Notre-Dame Wareme, Notre-Dame Hermalle et Saint-Elisabeth Heusy). Les lits de pédiatrie de la clinique Saint-Joseph sont transférés à la clinique de l’Espérance.
2002 : le regroupement des activités des services de pédiatrie de la clinique de l’Espérance, Saint-Vincent et Sainte-Elisabeth (Heusy) fait du département de pédiatrie du CHC le plus gros département de pédiatrie en région wallonne (43 pédiatres).
2003 : l'hôpital de jour chirurgical pédiatrique ouvre. L’idée de regrouper les trois sites liégeois pour garantir la pérennité du CHC émerge.
2004 : ouverture de la clinique de la mémoire.
2005 : ouverture de l'école du dos.
2006 : la décision est prise, les trois sites liégeois du CHC seront rassemblés dans un nouvel hôpital sur un nouveau terrain.
2009 : la clinique fête son 100e anniversaire,. L'hospitalisation pédiatrique de la clinique Saint-Vincent est transférée vers l’Espérance.
2010 : ouverture de la maison de Julien, une maison destinée aux parents et fratrie des enfants hospitalisés à la Clinique de l’Espérance, dans la mesure où le domicile est éloigné de l’hôpital. "Elle représente un pas de plus dans l’humanisation des soins à la clinique".
2015 : début de la construction de la Clinique CHC MontLégia.
20 et 23 mars 2020 : les patients de la clinique de l’Espérance sont transférés vers la Clinique CHC MontLégia dans un contexte particulier, celui de la pandémie de Covid-19.